# Władysław Bartniak
Władysław Bartniak ps. Henryk, Aleksy, Bolek, Gołąb (ur. 10 listopada 1883 w Łodzi, zm. 2 kwietnia 1911 w Warszawie) – działacz PPS i Organizacji Bojowej PPS Frakcji Rewolucyjnej.

## Życiorys
Urodził się w rodzinie robotniczej. Po ukończeniu szkoły elementarnej praktykował w zakładzie krawieckim, a następnie pracował w przędzalniach. Tam zetknął się z ruchem socjalistycznym i wstąpił do Polskiej Partii Socjalistycznej. W 1905 brał udział w „powstaniu łódzkim”, gdzie został ciężko ranny w pierś. Po wyleczeniu podjął działalność pod pseudonimem „Gołąb” jako organizator kółek partyjnych i agitator. Sukcesy w tej działalności spowodowały, że Łódzki Okręgowy Komitet Robotniczy PPS polecił mu porzucić pracę i podjąć działania jako funkcjonariusz partyjny.
W połowie 1906 został aresztowany i osadzony w więzieniu łódzkim, skąd po dwóch dniach – zmyliwszy władze więzienne co do tożsamości – ucieka. Rozkonspirowany z polecenia PPS wyjechał do Krakowa, gdzie ukończył szkołę agitacyjno-organizacyjną. Po rozłamie w PPS  w listopadzie 1906 przystąpił do PPS Frakcji Rewolucyjnej. Po ukończeniu szkoły w marcu 1907 został skierowany do Zagłębia Dąbrowskiego na kierownika dzielnicy Dąbrowy Górniczej jako „Henryk”.
Według innych źródeł ponownie aresztowany w lutym 1907 w Łodzi, został skazany na zesłanie. W drodze zbiegł i powrócił do Łodzi. Od sierpnia do września 1908 kierował dzielnicą partyjną Dąbrowa Górnicza. Pod koniec 1908, był okręgowcem w okręgu kielecko-radomskim, a od stycznia 1909 lubelskim.
Od 1909 był członkiem Organizacji Bojowej PPS Frakcji Rewolucyjnej. Ukończył kurs bojowy, oraz specjalny kurs dla „bombistów” w Krakowie. Skierowany do działań w Lublinie a następnie w Łodzi. Tam uczestniczył w przygotowaniu do zamachu na generał-gubernatora Kaznakowa. Następnie działał w Dąbrowie Górniczej, gdzie zaskoczony przez usiłujących go aresztować strażników, zastrzelił czterech z nich. Od końca 1909 przebywał w Krakowie.
W marcu 1910 przyjechał do Grodziska Mazowieckiego, gdzie miał przygotować zamach na naczelnika straży ziemskiej powiatu błońskiego kapitana Iwana Aleksandrowa słynącego od trzech lat z okrucieństwa i stosowania tortur wobec aresztowanych. Po trzech miesiącach przygotowań, w dniu 17 czerwca 1910 dokonał zamachu bombowego. Niestety bomba odbiła się i jedynie zraniła Aleksandrowa, oraz ciężko raniła dwóch żandarmów Aksenowa i Prodicza. Odłamki bomby poraniły też Bartniaka, który nie mogąc uciekać zaczął strzelać do strażników. Sprowadzony oddział wojska zaczął ostrzeliwać Bartniaka, zadając mu według jednej wersji 19 – według drugiej – 27 postrzałów. Bartniak strzeli do siebie ostatnią kulą. Rana nie okazała się śmiertelna. Ciężko ranny został pobity i aresztowany. Osadzono go w X Pawilonie Cytadeli Warszawskiej. Zmarł w Cytadeli z powodu gruźlicy 2 czerwca 1911 pozostając anonimowy dla władz carskich.
Pośmiertnie, w Niepodległej Polsce, odznaczony został Krzyżem Niepodległości z Mieczami.